# فرحات هنانة
فرحات هنانة هو ممثل تونسي شارك في عدة مسلسلات هزلية كسلسلة شوفلي حل و دار الوزير الذي تقمص فيه دور طباخ وزير البيءة و نسيبتي العزيزة كأعزب يريد الزواج و كثيرا ما تراوده نوبات عصبية و ازمات نفسية مع مجموعة من الممثلين منهم منى نور الدين وكوثر الباردي وخالد بوزيد ويونس الفارحي
له من المسرحيات يح باني يح التي تعرض في المسارح التونسية.

## فيلموغرافيا

### السينما
- 2006: علامة x (فيلم قصير) لمديح بالعيد بدور سيزار
- 2011: علاش لا؟ (فيلم قصير) لأمين شيبوب
- 2012: الخميس العشية لمحمد دمق
- 2020: مشكي وعاود لقيس شقير بدور المتّهم بالجريمة

### المسلسلات
- 1998: عشقة وحكايات لصلاح الدين الصيد وعلي اللواتي
- 2001: ماحكيتلكشي لخلف الله الخلصي
- 2003: عند عزيز لصلاح الدين الصيد وحاتم بلحاج
- 2005:
  - هلولة وسلومة لإبراهيم اللطيف وفارس نعناع بدور نجيب
  - قهوة جلول للطفي بن ساسي وعماد بن حميدة ومحمد دمق بدور شعبان شهر شعبولة
- 2005-2008: شوفلي حل لصلاح الدين الصيد وعبد القادر الجربي (ضيف شرف الحلقتين 6 و20 من الموسم 1 والحلقتين 1 و12 من الموسم 3 والحلقات 3 و12 و18 من الموسم 4) بدور سي الزاهي
- 2010-2018: نسيبتي العزيزة لصلاح الدين الصيد ويونس الفارحي بدور المنجي ڨڥاييس
- 2012: دار الوزير لصلاح الدين الصيد بدور النوري طبّاخ وزير البيئة
- 2013-2014: كاميرا كافيه لإبراهيم اللطيف بدور شدولة
- 2015: دار العزاب للسعد الوسلاتي (ضيف شرف)
- 2022: زينة وعزيزة لزياد اليتيم وسنية بن بلقاسم بدور النّاصر
- 2023: للاّ السندريلا لإبراهيم فخر وسنية بن بلقاسم بدور فتيتة

## سيناريست
- 2010-2015: نسيبتي العزيزة ليونس الفارحي

## المسرح
- 1997: حب الخريف لعز الدين قنون وعبد الحميد اليحياوي

## وصلات خارجية
- فرحات هنانة على موقع IMDb (الإنجليزية)
- فرحات هنانة على موقع قاعدة بيانات الأفلام العربية